# Manuel Zorrilla
Manuel Zorrilla de la Torre (Nace en Buenos Aires, Argentina, el 26 de abril de 1919, fallece el 12 de mayo de 2015 en Francia) fue un pintor, dibujante, grabador, litógrafo, muralista y escultor argentino de padres españoles.

## Biografía
Desde su infancia su inclinación por la pintura lo llevó a representar el mundo rural que lo rodeaba: la fauna (especialmente los caballos) y la flora (árboles frutales, flores) fueron desde entonces fuentes inagotables de inspiración. En 1942, expone por primera vez en el Salón del Círculo de Bellas Artes en Buenos Aires: José León Pagano lo destaca en su crítica del diario La Nación « [...] No es Zorrilla un mero escolar ceñido al modelo con el único designio de reproducir más o menos bien una estructura. Ve mejor y aspira a otros valores: los de construir con amplitud plástica, para darnos del organismo estudiado una versión penetrada de carácter. Conforme puede inferirse, Zorrilla está en el mejor camino». Ese año marca el comienzo de una serie ininterrumpida de exposiciones, siempre comentadas por la prensa, hasta 1980.
Entre 1949 y 1953, recibe numerosos premios en distintos salones tales como: Salón de la Sociedad de Acuarelistas y Grabadores, Salón Nacional de Dibujantes y Grabadores, Salón de la Sociedad de Bellas Artes de Santa Fe, Salón de la Sociedad de Bellas Artes de Rosario, Salón de Arte de Mar del Plata. En 1954 es elegido vicepresidente de la Sociedad Argentina de Artistas Plásticos.
Viajero infatigable por América Latina y Europa, desarrolló su interés por la naturaleza y también por la vida del hombre dentro del medio que lo rodeaba. Su obra cuenta la vida: en las cosechas, en la fábrica, los « cariocas» de Río de Janeiro, (expuestos en el Museo de Arte de Sao Paulo, Brasil), los indígenas del noroeste argentino, el tango en Buenos Aires, la selva en Venezuela y también París y el Sena, Roma y sus monumentos, Venecia y sus canales, España en su diversidad. La mujer es igualmente un tema que ha declinado al infinito en retratos y en sus « figuras». Sus obras de composición son numerosas, citamos entre otras: « El cerco de Numancia», « El universo terrestre y sus pueblos» y las series « El mar» y « El Gran Río». Dirigió también la filamación de un largo documental sobre el procesamiento del citrus en las provincias de Entre Ríos, Corrientes y Misiones en Argentina.
En 1982, se instala en Francia, en Fontenay le Fleury (Yvelines) donde la ciudad antigua y su campiña serán nuevas fuentes de inspiración. Desarrolla también un nuevo modo de expresión, la escritura, especialmente la poesía. Lleva realizadas varias obras y gran parte de su trabajo literario retoma los temas desarrollados en su obra pictórica.

## Formación
Eminentemente autodidacta, desde 1935 frecuentó los talleres gráficos y de publicidad. Rápidamente se orienta hacia La Sociedad Argentina de Bellas Artes y al Círculo de Bellas Artes de Buenos Aires, concurriendo asiduamente, para dibujar el desnudo. El Jardín Zoológico, el Jardín Botánico, La Rural (Reunión anual de las actividades del campo) y las plazas de Buenos Aires fueron sus lugares predilectos para dibujar la naturaleza. Es el escultor Arturo Dresco, en el Círculo de Bellas Artes, quien le ofreciera su primer arcilla para modelar. Pero fue su encuentro con el pintor y escultor Alcides Gubellini, de origen italiano, que fue determinante. Los consejos que este le prodigara sobre sus dibujos y la posterior iniciación a la pintura al óleo guiaron sus primeros pasos. Es a quien él considera como su verdadero maestro.

## Exposiciones
Ha realizado numerosas exposiciones personales en Argentina, principalmente en Wildenstein, Witcomb, Peuser, Müller, Perla Marino, el Nauta; en Brasil, Galería Ibeu (Instituto Brasileño – Norteamericano), Museo de Arte de San Pablo; en Francia, Galerie Marcel Bernheim, Galerie du Theâtre de Fontenay le Fleury.
Ha participado en múltiples exposiciones colectivas tales como: “Obras de 30 pintores argentinos” Kraft (1951), “Caballos” Wildenstein (1960), “Pintura argentina” Gran Teatro Opera (1965), “Exposición del grabado” Casa América(1965), “Muestra de pintores argentinos” Perla Marino y Club Atlético River Plate, “Motivos de tango” Ateneo Popular de la Boca (1974), “Muestra colectiva de Marinas” El Nauta (1975), “Maestros Argentinos del Dibujo” América (1975), Carroussel du Louvre Paris (2001) y en calidad de invitado de honor en “Couleurs et Passion 2004” Cheptainville (2004) Francia.

## Premios y distinciones

### Premios
| Año  | Salón                                                         | Premio                                                                | Obra premiada                          |
| ---- | ------------------------------------------------------------- | --------------------------------------------------------------------- | -------------------------------------- |
| 1949 | XXXIV Salón anual de la Sociedad de Acuarelistas y Grabadores | 1.er premio de pintura. Presidente el jurado Alfredo González Garaño  | pintura "Caballos"                     |
| 1950 | XXVII Salón anual de Bellas Artes de Santa Fe                 | Premio Pintura                                                        | óleo "Figura de mujer colla"           |
| 1950 | XXIX Salón de Arte de Rosario                                 | Premio Adquisition del Instituto social de la Universidad del Litoral | óleo "Puerto"                          |
| 1950 | XXXV Salón anual de la Sociedad de Acuarelistas y Grabadores  | 1.er Premio de dibujo. Presidente del jurado Alfredo González Garaño  | Pastel sanguínea "Figura Coya (mujer)" |
| 1950 | IX Salón de Arte de Mar del Plata                             | 1.er Premio de dibujo                                                 | "Coya"                                 |
| 1950 | Salón de Bahía Blanca                                         | Premio de Bahía Blanca                                                |                                        |
| 1953 | Salón National de Dibujo y Grabado                            | 2.º Premio de dibujo                                                  | Pastel sanguínea "Martita Liliana"     |
| 1954 | VII Exposición de arte de propaganda                          | 1.er Premio de Arte Folletos                                          |                                        |

### Distinciones
- En 1954, nombran a Manuel Zorrilla Vicepresidente de la Sociedad Argentina de Artistas Plásticos.
- En 1974, Manuel Zorrilla recibe la Orden de la Llave Mohosa n°199 del pintor Esteban Semino.
- El 5 de octubre de 1974, en un acto abierto por el Consejero Señor Víctor C. Pereira, Manuel Zorrilla recibe una medalla dorada otorgada por el Ateneo Popular de la Boca

## Técnicas desarrolladas
Pintura al óleo sobre tela, madera y cartulina
Pastel, pastel óleo, carbón, lápiz
Dibujo a pluma, tinta china, tintas de colores, desarrolló una técnica personal: la tinta acuarelada Pintura a fresco y sobre cerámica
Litografía monocroma y a color
Xerigrafía.
Escultura en yeso, arcilla y terracota.